# 대구욱수초등학교
대구욱수초등학교는 대한민국 대구광역시 수성구 신매동에 있는 공립 초등학교다.

## 연혁
- 1993-03-12 대구욱수심삼소학교 설립인가
- 1996-03-01 대구욱수초등학교 개교
- 1997-02-20 제1회 졸업(졸업생 242명)
- 1998-02-19 제2회 졸업(졸업생 총 수 484명)
- 1999-02-19 제3회 졸업(졸업생 총 수 727명)
- 2000-02-19 제4회 졸업(졸업생 총 수 989명)
- 2000-03-01 36학급 편성
- 2000-12-01 특별교실 증축(컴퓨터2실, 과학실)
- 2001-02-20 제5회 졸업(졸업생 총 수 1,308명)
- 2002-01-10 컴퓨터실, 어학실, 도서ㆍ예절실 증축 다목적 교실 (식당겸용) 신축
- 2002-02-05 조례대 신축, 관찰지ㆍ화단 교재원 조성
- 2002-02-20 제6회 졸업(졸업생 총 수 1,652명)
- 2002-03-01 38학급 편성
- 2003-01-30 교실 9실 신축
- 2003-02-17 제7회 졸업(졸업생 총 수 2,018명)
- 2003-03-01 44학급 편성(1학년 입학 192명)
- 2003-11-01 디지털도서관 개관
- 2004-02-06 일본자매학교 니시타카미아소학교와 자매결연 조인식
- 2004-02-13 제8회 졸업(졸업생 총 수 2,419명)
- 2004-03-02 45학급 편성(1학년 입학 228명)
- 2005-02-16 제9회 졸업(졸업생 총 수 2,845명), 교실 3실 신축
- 2005-03-02 48학급 편성(1학년 입학 224명)
- 2005-09-01 43학급 편성(동노변초등학교 개교)
- 2006-02-17 제10회 졸업(졸업생 총 수 3,256명)
- 2006-03-02 47학급편성(1학년 입학 159명)
- 2007-01-04 급식운반용 승강기 설치
- 2007-02-15 제11회 졸업(졸업생 총 수 3,598명)
- 2007-03-02 39학급 편성
- 2008-02-22 제12회 졸업(졸업생 총 수 3,893명)
- 2008-03-03 39학급 편성
- 2009-02-12 제13회 졸업식(311명, 졸업생총수 4202명)
- 2009-03-02 급식실, 보건실 현대화 공사
- 2009-03-02 38학급 편성
- 2009-04-14 영어체험교실 리모델링공사
- 2009-08-18 체육시설 신설 및 재배치, 도서관 환경개선 공사(인테리어 공사)
- 2009-08-21 후문대문 설치
- 2010-02-11 제14회 졸업식(279명, 졸업생총수 4481명)
- 2010-03-02 38학급 편성
- 2010-05-01 기상대 이전 설치
- 2010-08-20 학교 교실바닥 교체 공사, 학교 도서관 환경개선 공사
- 2011-02-16 제15회 졸업식(256명, 졸업생총수 4737명)
- 2011-03-02 37학급 편성
- 2011-04-01 제1컴퓨터실 정비
- 2012-02-16 제16회 졸업식(252명, 졸업생총수 4989명)
- 2012-03-02 39학급 편성
- 2013-02-15 제17회 졸업식(221명, 졸업생총수 5210명)
- 2013-03-04 39학급 편성
- 2014-02-03 교문 설치
- 2014-02-14 제18회 졸업식(222명, 졸업생총수 5432명)
- 2014-03-01 39학급 편성
- 2014-04-01 제2컴퓨터실 정비
- 2014-08-31 과학실험실 현대화사업 완료
- 2015-02-13 제19회 졸업식(162명, 졸업생총수 5594명)
- 2015-03-02 입학식(입학생 124명)
- 2015-03-02 39학급 편성
- 2015-03-02 입학식(입학생 124명)
- 2015-10-21 경제교육 정책연구학교공개
- 2015-12-15 학교교육정보화 우수학교 교육감 표창
- 2015-12-23 교육활동(장학활동) 유공학교 교육장 표창
- 2016-02-04 제20회 졸업식(186명, 총5,780명)
- 2016-03-01 35학급 편성
- 2016-03-02 입학식(입학생 107명)
- 2016-12-22 2016. 교육활동 유공학교(장학활동) 교육장 표창
- 2017-02-06 제 15차 네팔휴먼스쿨 건립후원-사랑나누기 동전모으기 운동 교육감 표창
- 2017-02-27 제21회 졸업식 (195명), 총계(5,975명)
- 2017-03-01 34학급 편성
- 2017-03-02 입학식(입학생 102명)
- 2017-05-30 제 46회 전국소년체육대회(수영 초등남자 자유형 100m) 은메달
- 2017-09-23 2017 대구광역시 동부교육지원청 교육장배 바둑대회 종합 3위
- 2017-11-24 2017 대구동부학생 동아리 꿈 한마당(라인위더스) 우수상
- 2017-12-15 학교폭력제로학교 교육감 표창
- 2018-02-02 2017년 학교폭력예방선도학교(어깨동무학교) 운영 우수사례 공모전 최우수상
- 2018-02-09 제22회 졸업식(157명, 총 6132명)
- 2018-03-01 33학급 편성
- 2018-03-02 입학식(입학생 100명)
- 2019-02-01 제23회 졸업식(147명, 총 6279명)

## 학교 상징
- 교화 - 목련 : 목련과의 갈잎 큰키나무. 꽃이 잎보다 먼저 화사함. 백목련, 자목련 등이 있으며 욱수 고결함을 상징함
- 교목 - 느티나무 : 느릅나무과에 속하는 갈잎 큰키나무. 옛부터 마을 어귀에 심어 동네를 보호하는 동수로 삼았었음. 나뭇결이 단단하고 아름다워 가구나 건축 재료로 쓰임. 꿋꿋하고 장엄한 기상을 상징함